# Santo Expedito do Sul
Santo Expedito do Sul är en kommun i Brasilien.   Den ligger i delstaten Rio Grande do Sul, i den södra delen av landet, 1 400 km söder om huvudstaden Brasília. Antalet invånare är 2 461.
Omgivningarna runt Santo Expedito do Sul är en mosaik av jordbruksmark och naturlig växtlighet. Runt Santo Expedito do Sul är det glesbefolkat, med 19 invånare per kvadratkilometer.